# Gerster (Misuri)
Gerster es un pueblo ubicado en el condado de St. Clair en el estado estadounidense de Misuri. En el Censo de 2010 tenía una población de 25 habitantes y una densidad poblacional de 119,17 personas por km².

## Geografía
Gerster se encuentra ubicado en las coordenadas 37°57′18″N 93°34′36″O / 37.95500, -93.57667. Según la Oficina del Censo de los Estados Unidos, Gerster tiene una superficie total de 0.21 km², de la cual 0.21 km² corresponden a tierra firme y (0%) 0 km² es agua.

## Demografía
Según el censo de 2010, había 25 personas residiendo en Gerster. La densidad de población era de 119,17 hab./km². De los 25 habitantes, Gerster estaba compuesto por el 96% blancos, el 4% eran afroamericanos, el 0% eran amerindios, el 0% eran asiáticos, el 0% eran isleños del Pacífico, el 0% eran de otras razas y el 0% pertenecían a dos o más razas. Del total de la población el 0% eran hispanos o latinos de cualquier raza.